# Белоцерковский, Вадим Владимирович
Вади́м Влади́мирович Белоцерко́вский (1928, Москва — 21 апреля 2017, США) — советский и германский журналист, публицист, социальный теоретик, писатель

, радиоведущий, педагог; участник правозащитного движения в СССР. 
Сын классика русской советской литературы Владимира Билль-Белоцерковского (1884–1970).

## Биография
Окончил химический факультет МГУ (1952). Преподавал химию и физику в вечерней школе, с 1957 года публиковал статьи по вопросам науки и производства в газете «Известия», журнале «Смена» и других изданиях.
В 1962 году дебютировал как прозаик в журнале «Москва» повестью «В почтовом вагоне». В 1966—1968 годах сотрудник отдела науки «Литературной газеты». С 1970 году участвовал в диссидентском движении, был идейным сторонником Андрея Сахарова.
В 1972 году эмигрировал из СССР, жил преимущественно в Германии, много лет работал комментатором на радио «Свобода» в Нью-Йорке и Мюнхене.
В 1976 году выступил составителем сборника статей «Демократические альтернативы», на страницах которого различные представители диссидентского движения размышляли о возможностях демократической трансформации советского режима, конвергенции социалистического и капиталистического обществ.
В 1970-е годы в Германии участвовал в общественном движении «Третий путь». Являлся научным сотрудником Международного института самоуправления и самоорганизации (США — Германия)
Во время «Перестройки» получил российское гражданство, в 1993—2005 годах часто приезжал в Россию, подолгу проживал в Москве, принимал активное участие в формировании независимых профсоюзов, подобных польской «Солидарности»; печатался в российских газетах и журналах, участвовал в общественном движении «За права человека» и за прекращение войны в Чечне. Сотрудничал с Союзом трудовых коллективов СССР и России, выступавшим за приватизацию объектов народного хозяйства в пользу трудовых коллективов и производственную демократию.
В 2006 переехал с женой из Германии в США, штат Вермонт, чтобы жить рядом с детьми и внуками. Получил гражданство США «за личные заслуги», чем гордился. Вёл длительную переписку с президентом Бараком Обамой, получил от него приглашение на личную встречу, но из-за состояния здоровья не смог поехать в Вашингтон.
В 2013 году после публикации в вестнике CIVITAS и на сайте радиостанции «Эхо Москвы» статьи «Луговой – лицо КГБ?» стал в России фигурантом уголовного дела «о клевете», возбуждённого следователями МВД России по заявлению депутата Госдумы Андрея Лугового. В знак протеста «против превращения России в авторитарное и агрессивное государство» — в декабре 2014 года отказался от российского гражданства, отправив свой паспорт в российское посольство.
Двоюродные братья — учёные-механики, доктора физико-математических наук О. М. Белоцерковский и С. М. Белоцерковский.

## Идеи, публицистика
Главным делом своей жизни сам Белоцерковский считал разработанную им «теорию кооперативного строя» — по его мысли, самой прогрессивной и гармоничной экономической модели, — которую он неустанно подкреплял анализом ее практического применения в разных странах. В своих книгах и статьях Белоцерковский на протяжении 40 лет проводил мысль о том, что будущее принадлежит социально-экономическому строю, который сможет вобрать в себя лучшие черты социализма и капитализма. Ключом к такому устройству общества и экономики, по мнению Белоцерковского, является собственность непосредственных участников производственного процесса (рабочих и инженеров) на средства производства.
Опубликовал на русском и основных европейских языках несколько книг и значительное число статей, посвященных теории синтеза социализма и капитализма, а также по политическим, социологическим и национальным вопросам. Наиболее известные: «Свобода, власть и собственность» (1977), «Из портативного ГУЛага российской эмиграции» (1983) и др. До последних месяцев жизни публиковался в оппозиционных российских изданиях, в том числе на сайтах Грани.ру и Каспаров.ru.

## Книги
- Белоцерковский В. Продолжение истории: синтез социализма и капитализма. — М.: Благотворительный фонд «Слово», 2002. — 248 с. — ISBN 5-929000-11-5.
- Белоцерковский В. Путешествие в будущее и обратно: повесть жизни и идей. В 2-х кн. — М.: Издательский центр РГГУ, 2003. — 736 с. — ISBN 5-7281-0523-8.